# Niphona paraparallela
Niphona paraparallela là một loài bọ cánh cứng trong họ Cerambycidae.